# Místo pro přecházení

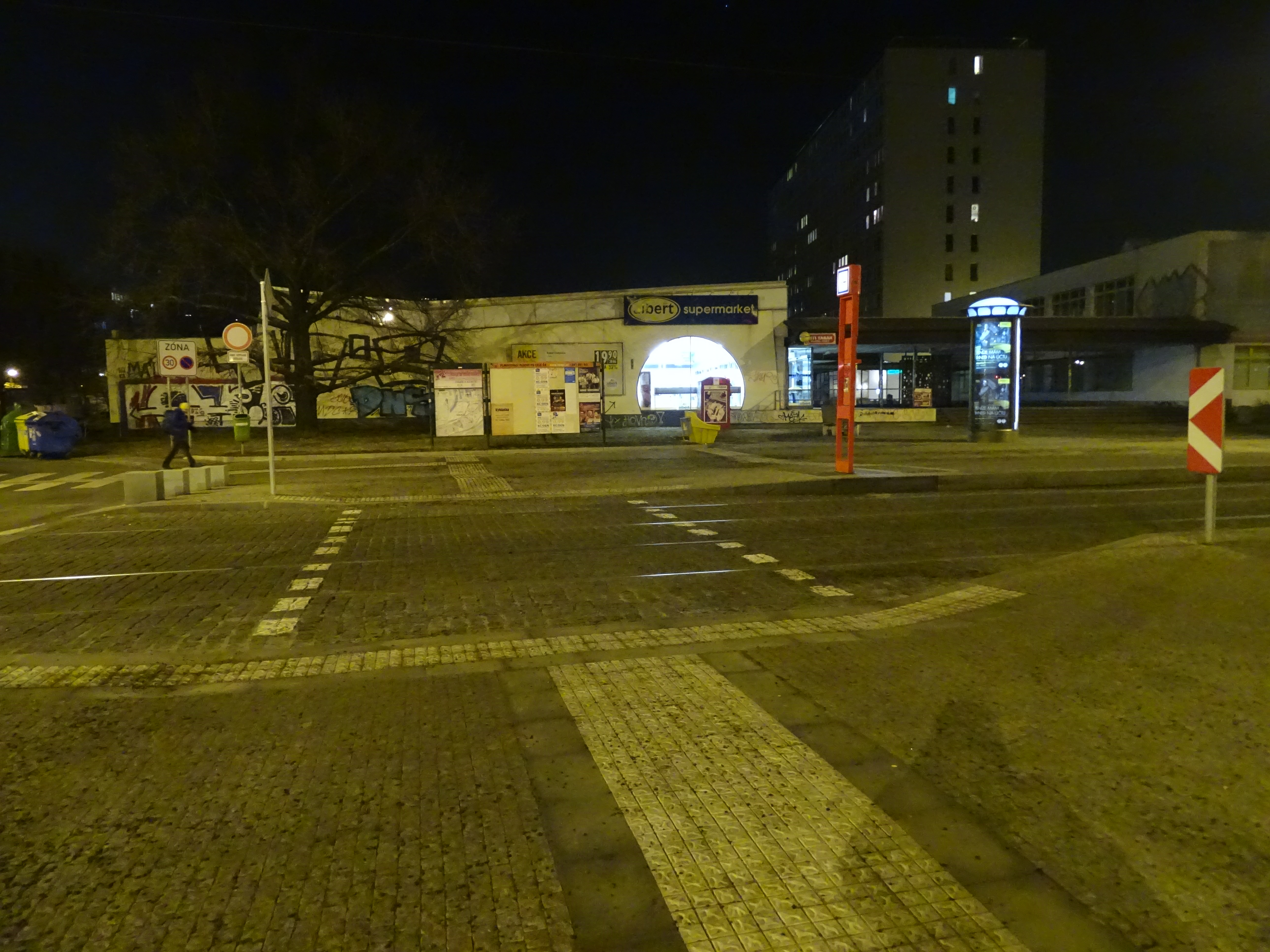
Místo pro přecházení u zastávky Invalidovna na Sokolovské ulici v Praze-Karlíně

Místo pro přecházení je místo na pozemní komunikaci, případně tramvajové dráze, které je uzpůsobené pro přecházení chodců, avšak specificky se tak označují především taková místa, která přitom nejsou označena příslušnou dopravní značkou jako přechod pro chodce. Český zákon o silničním provozu č. 361/2000 Sb., účinný od 1. ledna 2001, tento termín na jednom místě použil, aniž by jej blíže definoval. Technická norma ČSN 73 6110 Projektování místních komunikací z roku 2006 je definovala jako „stavebně upravené úseky místní komunikace, které usnadňují přecházení chodců přes komunikaci“. Až s účinností od 1. ledna 2016 prováděcí vyhláška č. 294/2015 Sb. zavedla speciální vodorovnou dopravní značku, kterou lze místo pro přecházení označit. 

## Historie
V roce 2001 byla zákonem č. 361/2000 Sb. výrazně zesílena ochrana a preference chodců na přechodech. Proto začaly být přechody v některých místech rušeny, aby nadměrně nezdržovaly silniční provoz. Zatímco vozidla nesměla chodce na přechodech pro chodce omezit, tramvaj měla i nadále před chodci přednost i na přechodech. Dopravní podnik hl. m. Prahy začal řešit problém, že chodci si vynucovali přednost i od tramvají. Proto začala být například v Praze místa pro přecházení přes samostatné úseky tramvajových tratí značena alternativními způsoby, a například na barrandovské tramvajové trati po tragické nehodě na přechodu byly všechny přechody předlážděny, dosavadní zebrové značení přechodů bylo totiž kvůli trvalosti provedeno formou dvoubarevné dlažby. 
ČSN 73 6110 Projektování místních komunikací z roku 2006 zavedla pro stavebně-technické účely definici: „Místa pro přecházení jsou stavebně upravené úseky místní komunikace, které usnadňují přecházení chodců přes komunikaci. Místa pro přecházení vytvářejí pro chodce častější možnost přechodu přes komunikaci, nenahrazují ale přechody pro chodce". Na komunikacích funkční skupiny A a na komunikacích s nejvyšší dovolenou rychlostí větší než 70 km/h se úrovňové přechody vůbec nemají zřizovat. Na komunikacích funkční skupiny B v souvislé stavební zástavbě se místa pro přecházení a přechody pro chodce zřizují obvykle na ramenech křižovatek a mohou se zřizovat i v mezikřižovatkových úsecích. Na křižovatkách se zpravidla přechody pro chodce navrhují jen při intenzitách větších než 50 chodců za hodinu. Na komunikacích funkčních skupin B a C se přechody pro chodce i místa pro přecházení navrhují s ohledem na dopravní význam komunikace a intenzitu provozu přecházejících chodců. V zónách s dopravním omezením s rychlostí omezenou do 30 km/h se přechody zpravidla nenavrhují. Většinu kritérií a podmínek stanoví norma pro přechody a místa pro přecházení shodně, například i se signálními pásy a vodicími liniemi pro nevidomé počítá též v případě místa pro přecházení, u místa pro přecházení však má být signální pás více odsazen od varovného pásu. Místa pro přecházení mají být dobře osvětlena, případně i přisvětlena nebo se samostatným osvětlením, ale na rozdíl od přechodů se pro ně nemá navrhovat odlišné zabarvení světla.
Pojem „místo pro přecházení“ byl používán a popularizován už léta před tím, než byla oficiálně legislativně zavedena značka k jeho označování. Například v srpnu 2010 zveřejnila idnes.cz v sekci Auto popularizační článek „Místo pro přecházení není přechod. Chodec na něm nemá přednost“. Na ilustračním snímku bylo místo upravené sníženým obrubníkem a přerušeným dělicím pásem, ovšem bez jakéhokoliv vodorovného značení. V Tyršově ulici v Benešově prý tímto způsobem vyřešili požadavek nové technické normy z roku 2006, podle něhož přechody nesmějí být od sebe ve vzdálenosti kratší než padesát metrů. Místo druhého přechodu tedy zřídili neformální místo pro přecházení. Města prý o nové možnosti zatím příliš nevědí, ale třeba v Berouně zřídili dva zvýšené retardéry pro přecházení, které nejsou označeny jako přechody.
Benešovský místostarosta Roman Tichovský, v úvodu článku iDnes označený slovem „odborníci“, vyjádřil v roce 2010 názor, že klasické přechody vyvolávají pocit falešného bezpečí a chodci se po nich riskantně vrhají před auta, zatímco na místech pro přecházení musí být opatrnější, protože na nich nemají před auty přednost. Dopravní expert Jaroslav Hořín taková místa pro přecházení naopak považoval za zbytečná, protože spousta lidí ani neví, co místo pro přecházení znamená. Zmínil odstrašující příklad z nejmenovaného zahraničí, kde mají čtyři druhy přechodů a na každém platí něco jiného, a sám vyznal tezi, že čím méně budeme mít komplikovaná pravidla silničního provozu, tím lépe. Josef Slabý, majitel autoškoly v Sedlci-Prčici, označil místa pro přecházení přímo za nebezpečná. Polovina lidí podle něj neví, že to není přechod a neplatí tu stejná pravidla. Kvůli neustálým změnám pravidel provozu v tom prý lidé pak mají guláš.

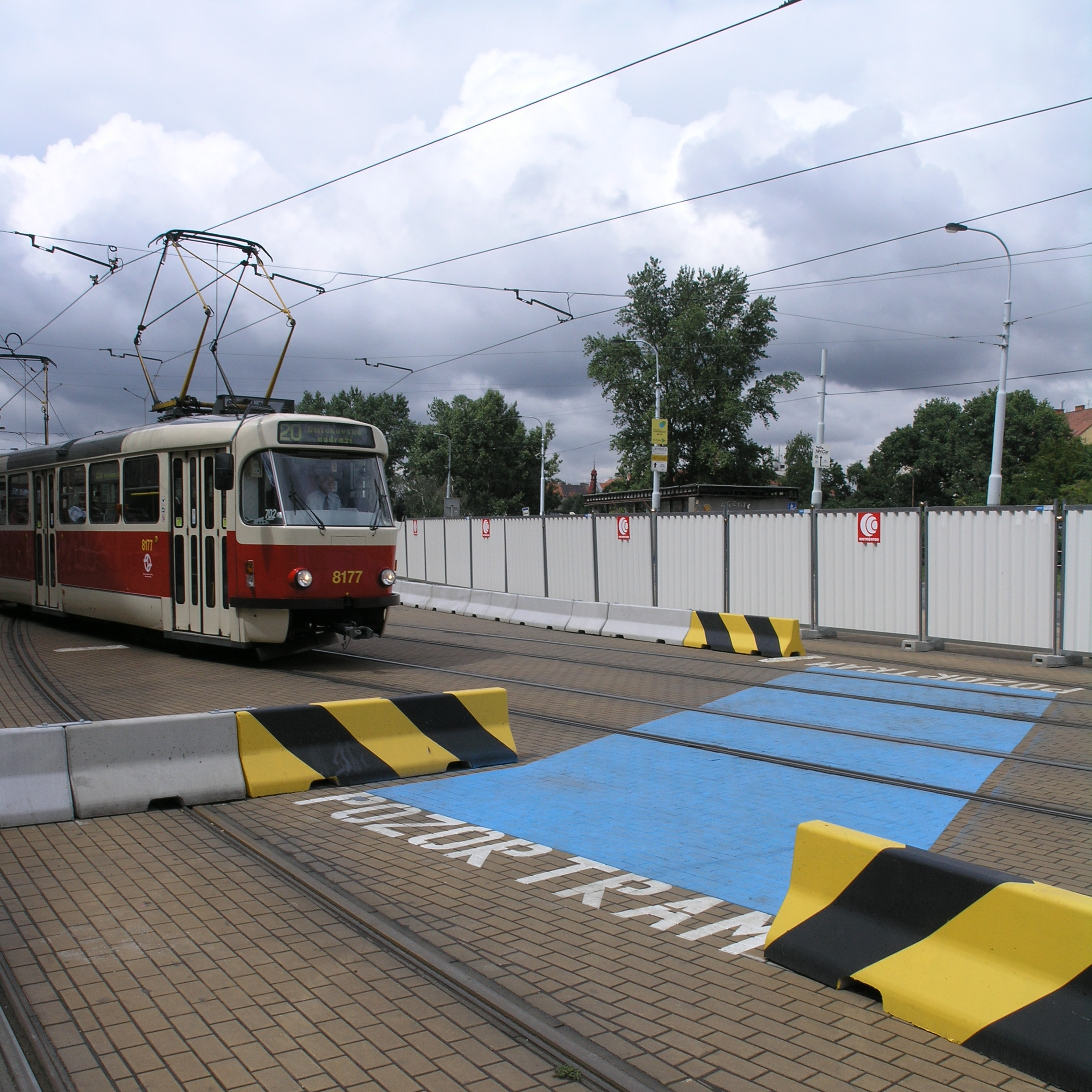
Právně nekodifikovaným způsobem značené místo pro přecházení tramvajové trati u zastávky Hradčanská v Praze v roce 2008
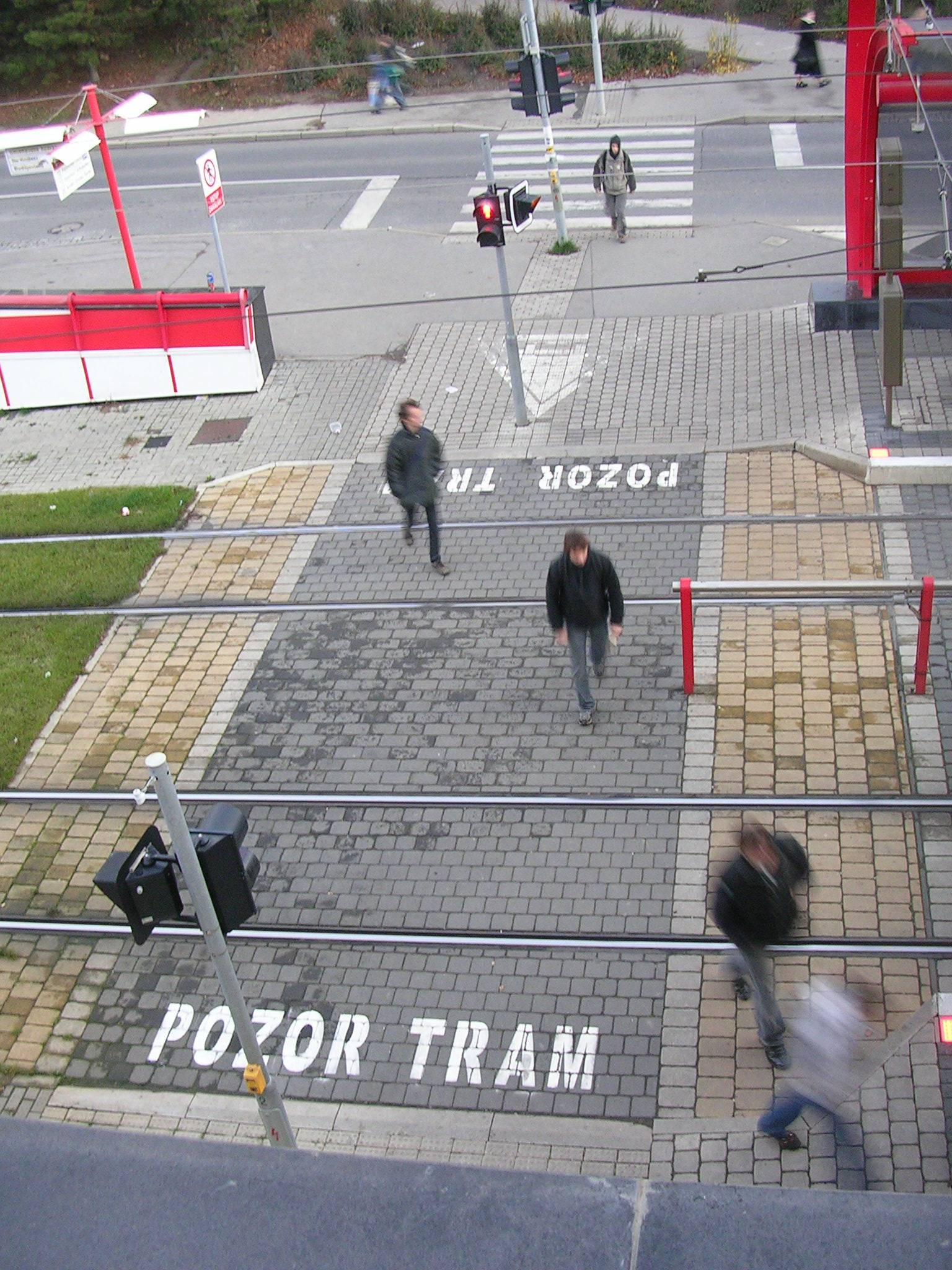
Předlážděný přechod na barrandovské tramvajové trati, původně přes tramvajovou trať vedl normální zebrový přechod
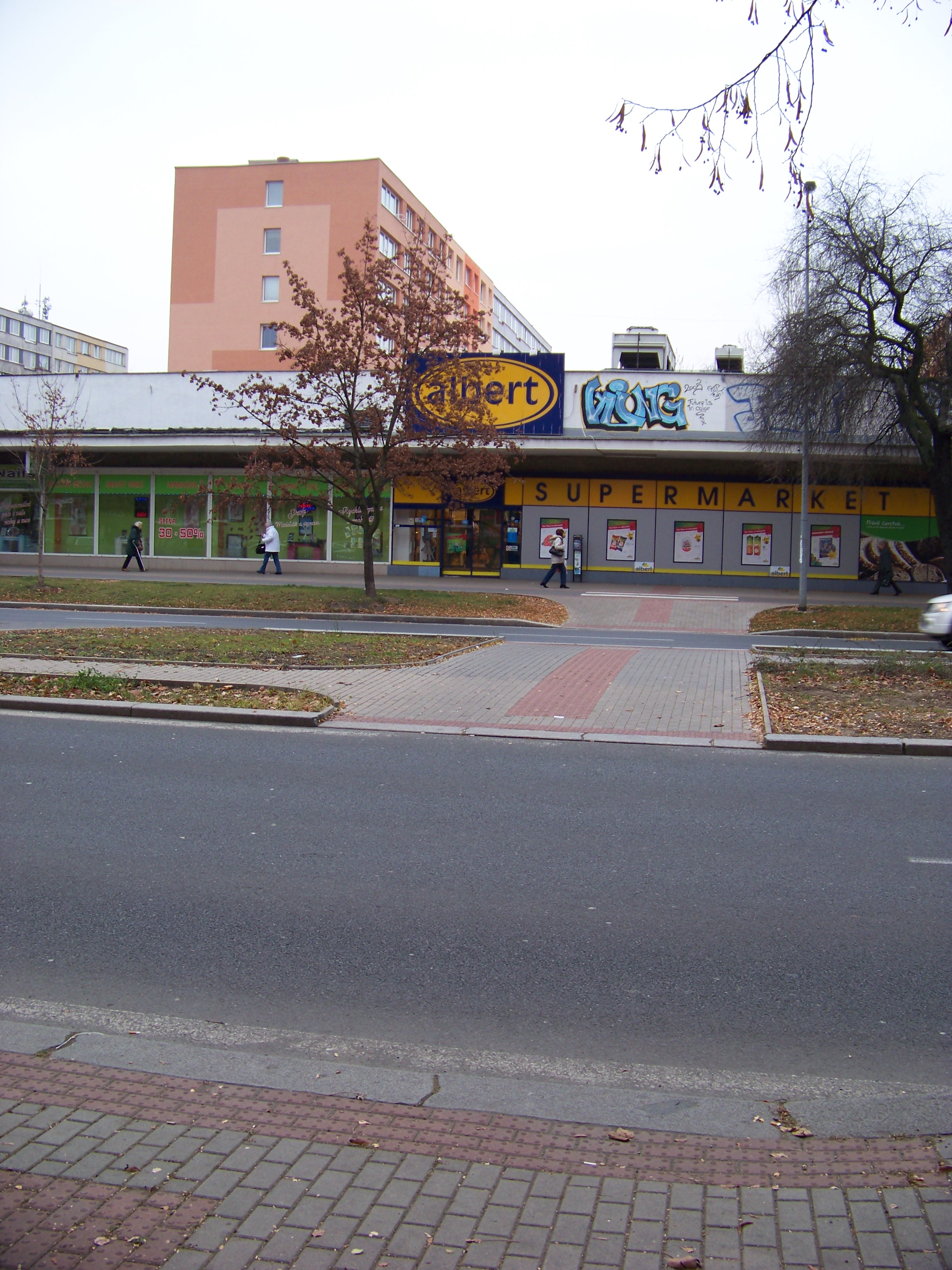
Nevyznačené místo pro přecházení vozovky Budějovické ulice v Praze-Michli
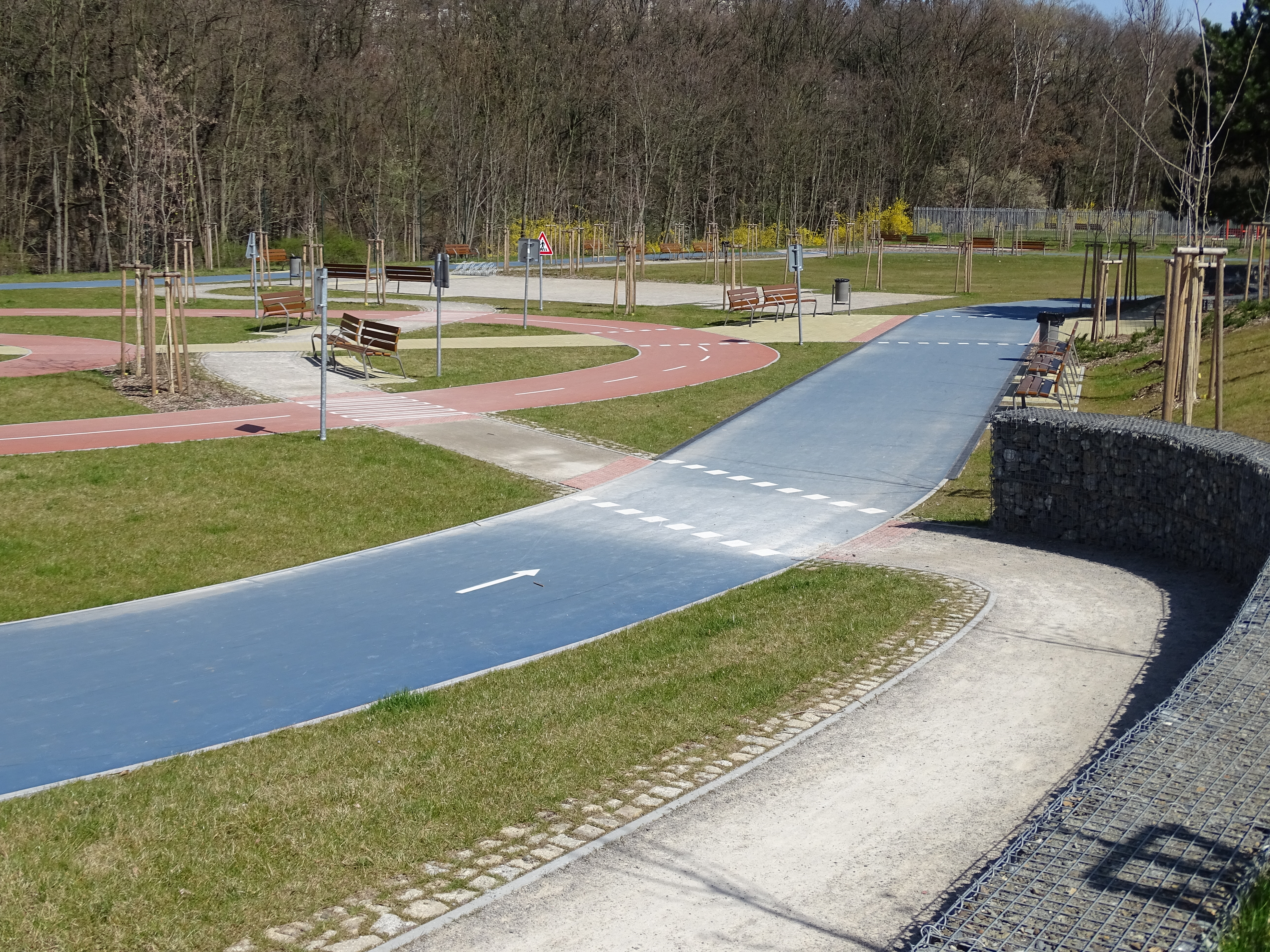
Přechod přes dráhu pro kolečkové brusle na dopravním hřišti v Modřanech v roce 2015; bruslaři mají v pravidlech provozu status chodce, takže legislativně by šlo vlastně o křížení dvou typů pěších komunikací, značka však připomíná spíše přejezd pro cyklisty, přičemž v pozici cyklistů jsou pěší chodci

## Právní a dopravní režim
Zákon o silničním provozu č. 361/2000 Sb., účinný od 1. 1. 2001, používal už ve svém původním znění termín na jednom místě, v § 54 odst. 1: „Je-li blíže než 50 m křižovatka s řízeným provozem, přechod pro chodce, místo pro přecházení vozovky, nadchod nebo podchod vyznačený dopravní značkou Přechod pro chodce, Podchod nebo nadchod, musí chodec přecházet jen na těchto místech.“ 
Znění zákona jmenuje místo pro přecházení vozovky mezi dalšími místy, u nichž však výslovně jako podmínku předpokládá příslušnou dopravní značku, ale formulace není jasná v tom, zda se podmínka vyznačení vztahuje na všechny uvedené typy míst. Vzhledem k tomu, že znění zákona se k roku 2016 v tomto bodě nezměnilo, je otázka, zda ve vztahu k němu má nová značka místa pro přecházení vozovky nějaké právní dopady a zda je pro takto označená místa naplněna podmínka dané povinnosti místo k přecházení užít. Rovněž není jednoznačné, zda zavedením nové značky mají přestat být považována za „místa pro přecházení“ taková místa uzpůsobená k přecházení, která touto novou značkou vyznačena nejsou.  
Slova „místo pro přecházení“ ale v delší formulaci používá zákon o silničním provozu k definici přechodu pro chodce: „přechod pro chodce je místo na pozemní komunikaci určené pro přecházení chodců, vyznačené příslušnou dopravní značkou.“ Zatímco pro přechody pro chodce stanoví zákon na několika místech vzájemné povinnosti řidičů a chodců, o jiných „místech pro přecházení“ se v dalších ustanoveních krom výše uvedeného už vůbec nezmiňuje. Zčásti obdobné povinnosti k nim přiřazuje až výklad významu dopravní značky v prováděcí vyhlášce. Na obou typech míst se chodec a řidič nesmějí navzájem ohrozit. Na novém typu místa pro přecházení však řidiči není zakázáno omezit přecházejícího chodce a nemá ani povinnost zpomalit nebo zastavit, aby mu umožnil přejití. Na „místech pro přecházení“ tedy platí podobný režim, jaký do roku 2000 platil na přechodech pro chodce. 
U vyobrazení vodorovné dopravní značky V 7b vyhláška popisuje význam a užití značky takto: „Značka vyznačuje místo uzpůsobené pro přecházení chodců přes pozemní komunikaci. Řidič vozidla nesmí chodce přecházejícího pozemní komunikaci v místě pro přecházení ohrozit. Před vstupem na vozovku se chodec musí přesvědčit, zdali může vozovku přejít, aniž by ohrozil sebe nebo ostatní účastníky provozu na pozemních komunikacích. Chodec smí přecházet vozovku, jen pokud s ohledem na vzdálenost a rychlost jízdy přijíždějících vozidel nedonutí jejich řidiče k náhlé změně směru nebo rychlosti jízdy.“

## Stavební provedení
Stavební provedení je podobné jako u přechodů pro chodce. V místech pro přecházení jsou upraveny dělicí pásy, mohou být vytvořeny ochranné ostrůvky, zúžené jízdní pruhy a vysazené chodníkové plochy (přerušení parkovacího pruhu nebo pásu zeleně).

## Značení

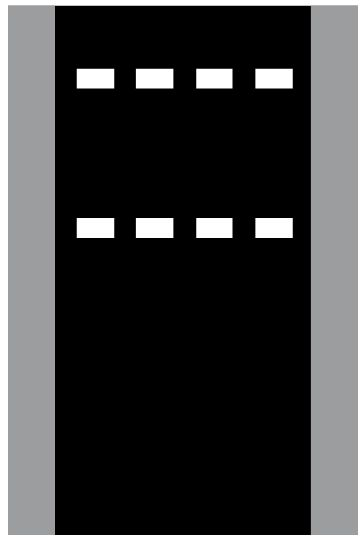
Vodorovná značka místa pro přecházení č. V 7b podle vyhlášky č. 294/2015 Sb., účinné od 1. ledna 2016

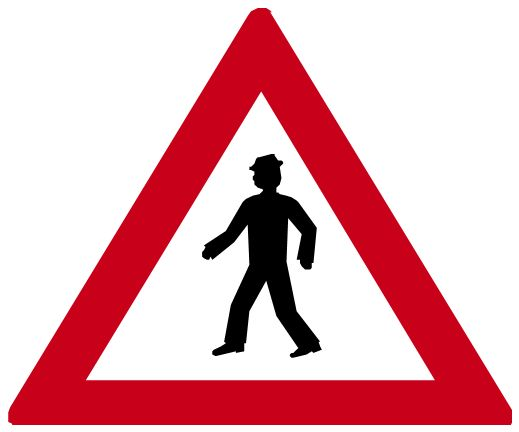
Česká svislá dopravní značka A 12a Chodci, zavedená rovněž k 1. 1. 2016

Do roku 2015 bylo pro tzv. „místa pro přecházení“ charakteristické, že nebyla nijak označena, šlo pouze o stavební přizpůsobení komunikace. Pokud se někde začalo nějaké značení používat, bylo neoficiální, neformální, nekodifikované, právně nezávazné. 
Vodorovná značka místa pro přecházení V 7b, zavedená vyhláškou 294/2015 Sb., se podobá značce přejezdu pro cyklisty V 8a. Avšak zatímco přejezd pro cyklisty je značen přerušovanými čarami tvořenými čtverci, místo pro přecházení má přerušované čáry užší a tedy jednotlivé úsečky jsou obdélníkového tvaru. Ministerstvo vnitra v rámci připomínkového řízení na zaměnitelnost značky upozornilo a rovněž namítlo, že považuje takovou značku za nebezpečnou, protože by vytvářela v chodcích pocit falešného bezpečí, ministerstvo dopravy však návrh na její vypuštění neakceptovalo.
Místa pro přecházení zmiňuje vyhláška 294/2015  Sb. ještě u dopravní značky A 12a Chodci, která byla zavedena současně. Tato značka však má širší užití a místo pro přecházení je jen jedním z typů případů, kde ji lze použít: „Značka upozorňuje na místo nebo úsek pozemní komunikace s možností zvýšeného výskytu chodců anebo častého přecházení chodců přes pozemní komunikaci v místě, kde není zřízen přechod pro chodce, např. v místě pro přecházení.“
Místo pro přecházení je ve vyhlášce 294/2015 Sb. zmíněno rovněž ve výkladu významu a užití dvoubarevných signálů pro chodce: „Rozsvítí-li se signál „Signál pro chodce se znamením Stůj!“ v době, kdy se již chodec nachází na „Přechodu pro chodce“ nebo na vozovce v „Místě pro přecházení“, smí chodec dokončit přecházení.“